# Мінх Микола Григорович
Мінх Микола Григорович (1912, Саратов — 1982, Москва) — радянський композитор, член Спілки композиторів СРСР, Заслужений діяч мистецтв РРФСР.

## Біографія
Народився в Саратові в родині дворян, нащадків вихідців з Німеччини.
Закінчив Пензенський музичний технікум у 1926 році (клас фортепіано). У 1926—1930 рр. навчається в Ленінградському музичному технікумі в П. Б. Рязанова. У 1929—1940 рр. працював піаністом Ленінградського обласного управління театрів та естрадного оркестру під керівництвом Леоніда Утьосова. З 1942 по 1945 роки Микола Мінх керував Театром Балтійського флоту.
У 1945—1952 рр. був диригентом Естрадно-симфонічного оркестру Ленінградського радіо. У 1954—1963 рр. працював диригентом Московського театру естради, а з 1972 року — головний диригент Центрального театру Радянської Армії.
Помер у Москві в 1982 році (70 років). Похований на Кунцевському кладовищі.